# والتر إوينج كرم
والتر إوينج كرم (22 يوليو 1865 – 20 أبريل 1944(1)) كان عالم قبطيات، أو عالم في اللغة القبطية وآدابها. في عام 1939 استكمل قاموسه A Coptic Dictionary، وهو قاموس للترجمة من القبطية للإنجليزية.
كرم كان الابن الأكبر ل ألكساندر كرم من ثورنيبانك [الإنجليزية]، غلاسكو. التحق ب كلية إيتون وتخرج من كلية باليول بجامعة اوكسفورد، في عام 1888، بعدها استكمل دراسته في علم المصريات في باريس وبرلين مع أدولف إيرمان، حيث نشأت بينهما صداقة طويلة.
كرم قضى معظم حياته المهنية في فهرسة مواد قبطية مختلفة، من ضمنها المخطوطات المحفوظة في مكتبة جون رايلندز والمتحف البريطاني. يعتبر قاموس اللغة القبطية أبرز أعماله، كما كتب كتب ومقالات عديدة أخرى.
حصل على دكتوراة فخرية من جامعة هومبولت في برلين ودكتوراة فخرية في الأدب من جامعة أوكسفورد. وكان عضوا في الأكاديمية البريطانية واختير كعضو خارجي في الجمعية الأمريكية للفلسفة بفترة قصيرة قبل وفاته. ونشر عنه عام 1950 عدد تذكاري بعنوان Coptic Studies in Honor of Walter Ewing Crum، كعدد خاص من نشرة الجمعية البيزنطية الأمريكية [الإنجليزية].

## أعمال
- Catalogue of the Coptic manuscripts in the British Museum. المتحف البريطاني (1905)
- A Coptic Dictionary. 6 مجلدات. Oxford University/Clarendon Press, 1929–39. مع مقدمة بقلم جيمس روبنسون. Ancient Language Resources. Eugene, Oregon: Wipf and Stock, 2005. (ردمك 9781597523332).